# Fârțănești (gmina)
Fârțănești – gmina w Rumunii, w okręgu Gałacz. Obejmuje miejscowości Fârțănești i Viile. W 2011 roku liczyła 5184 mieszkańców. 